# Koncert – Live '82
Koncert – Live '82 prvi je live album Parnog valjka, objavljen nakon 5. studijskog albuma Vrijeme je na našoj strani. Album je dvostruki, premda je svaki LP relativno kratak. Album sadrži hitove sa svih 5 albuma. Omjer balada i bržih pjesama je izvrsno riješen: balada na prvom LP-u ima puno, ali su skraćene pa zvuče kao jedna pjesma. Album je dosta rijedak. Ukupno trajanje: 58:14.

## Popis pjesama
1. Večeras trebam društvo (s albuma Vrijeme je na našoj strani) (1:33)
2. Javi se (s albuma Vruće igre) (2:18)
3. Lutka za bal (s albuma Glavom kroz zid) (3:27)
4. Klinka (s albuma Gradske priče) (4:44)
5. Moje dnevne paranoje (s albuma Vrijeme je na našoj strani) (3:17)
6. Staška (s albuma Vrijeme je na našoj strani) (4:04)
7. Predstavi je kraj (s albuma Dođite na show!) (1:19)
8. Samo sjećanja (s albuma Vruće igre) (1:27)
9. Ako želim (s albuma Vrijeme je na našoj strani) (1:05)
10. Stranica dnevnika (s albuma Gradske priče) (3:55)
11. Hvala ti (s albuma Vruće igre) (4:16)
12. Vruće igre (s albuma Vruće igre) (2:40)
13. Djevojčice ne... (s albuma Vrijeme je na našoj strani) (2:25)
14. Vrijeme je na našoj strani (s albuma Vrijeme je na našoj strani) (2:28)
15. Neda (s albuma Vruće igre) (3:25)
16. (Ona je tako) Prokleto mlada (s albuma Vruće igre) (2:32)
17. Jednu kartu za natrag (s albuma Gradske priče) (3:03)
18. Ulične tuče (s albuma Gradske priče) (2:53)
19. Prevela me mala (žednog preko vode) (s albuma Dođite na show!) (3:10)
20. Kao ti (s albuma Vrijeme je na našoj strani) (4:02)

## Zasluge
- Gitara, vokali, produkcija - Husein Hasanefendić
- Vokali, Klavijature - Aki Rahimovski
- Gitara, vokali - Rastko Milošev
- Bas, vokali - Srećko Kukurić
- Bubnjevi, vokali - Paolo Sfeci
- Fotografija - Davor Pačemski, Jasmin Krpan
- Snimatelj, koproducent - Hrvoje Hegedušić
- Dizajn - Mirko Ilić
- Izvršni producent - Milan Škrnjug

## Vanjske poveznice
- Koncert na službenoj stranici sastava
- Koncert na stranici Discogs.com